# 주영하 (1912년)
주영하(朱永夏, 1912년 4월 10일 ~ 2011년 4월 8일)는 대한민국의 교육자이다. 부인 최옥자와 세종대학교를 설립하였다. 호는 대양(大洋).
1. ↑  https://www.khan.co.kr/people/obituary/article/201104102127445